# فرنسيس نيومان
فرنسيس نيومان (بالإنجليزية: Francis William Newman) (و. 1805 – 1897 م) هو كاتب، ومؤرخ، ولغوي، ومترجم من المملكة المتحدة لبريطانيا العظمى وأيرلندا، ولد في لندن، توفي عن عمر يناهز 92 عاماً.